# Neutraubling
Neutraubling è un comune tedesco di 12 995 abitanti, situato nel land della Baviera.